# Consommé
 (février 2025).
Un consommé est un potage généralement fait à base de fond blanc de volaille, de veau ou de bœuf, qui a ensuite été clarifié. Du bouillon peut être utilisé au lieu du fond, de façon plus dispendieuse.

## Clarification
La clarification se fait à l'aide d'un pain de viande fait d'un élément nutritif (viande hachée), d'éléments clarifiants (blancs d'œufs) et d'éléments aromatiques (légumes et aromates) et sert à enlever les impuretés dans le fond. On laisse mijoter le pain de viande dans le fond. Si le consommé bout trop fort, il se troublera à nouveau et on devra refaire une nouvelle clarification.

## Assaisonnement
L'assaisonnement d'un consommé se fait généralement à partir de porto et de gros sel. On utilise le gros sel pour ne pas troubler le consommé, ce qui nécessiterait une nouvelle clarification.
Le consommé décoré d'une royale (appareil à flan éventuellement au blanc de volaille) est un consommé à la royale.

## Consommé lié
Le consommé lié s'apparente au velouté, consistant d'un consommé qui a été lié avec des jaunes d'œuf et de la crème en fin de cuisson.